# Tangihanga

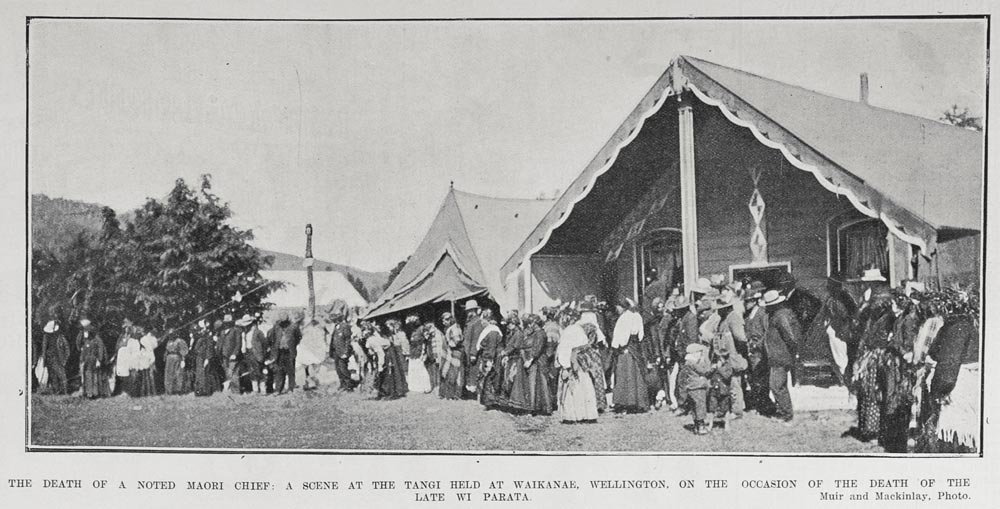
Tangihanga de Wiremu Parata à Waikanae en 1906.

Le tangihanga ou tangi est le rite funéraire māori. Le corps de la personne décédée est déposé sur un marae, qui accueille chants karakia, pleurs et discours pendant quelques jours.

## Histoire
Avant la colonisation, la crémation existait. Aujourd'hui, l'embaumement chimique et les cercueils sont courants. Étant donné que les tangi sont une des pratiques culturelles maori qui ont le mieux persisté, les communautés autochtones néozélandaises y sont très attachées en tant que lien avec leur histoire et marque de leur identité.

### Covid-19
Pendant la pandémie de Covid-19, le ministère de la Santé édicte l'interdiction des tangi. Des substituts de cérémonie sont organisés en ligne.

## Déroulement

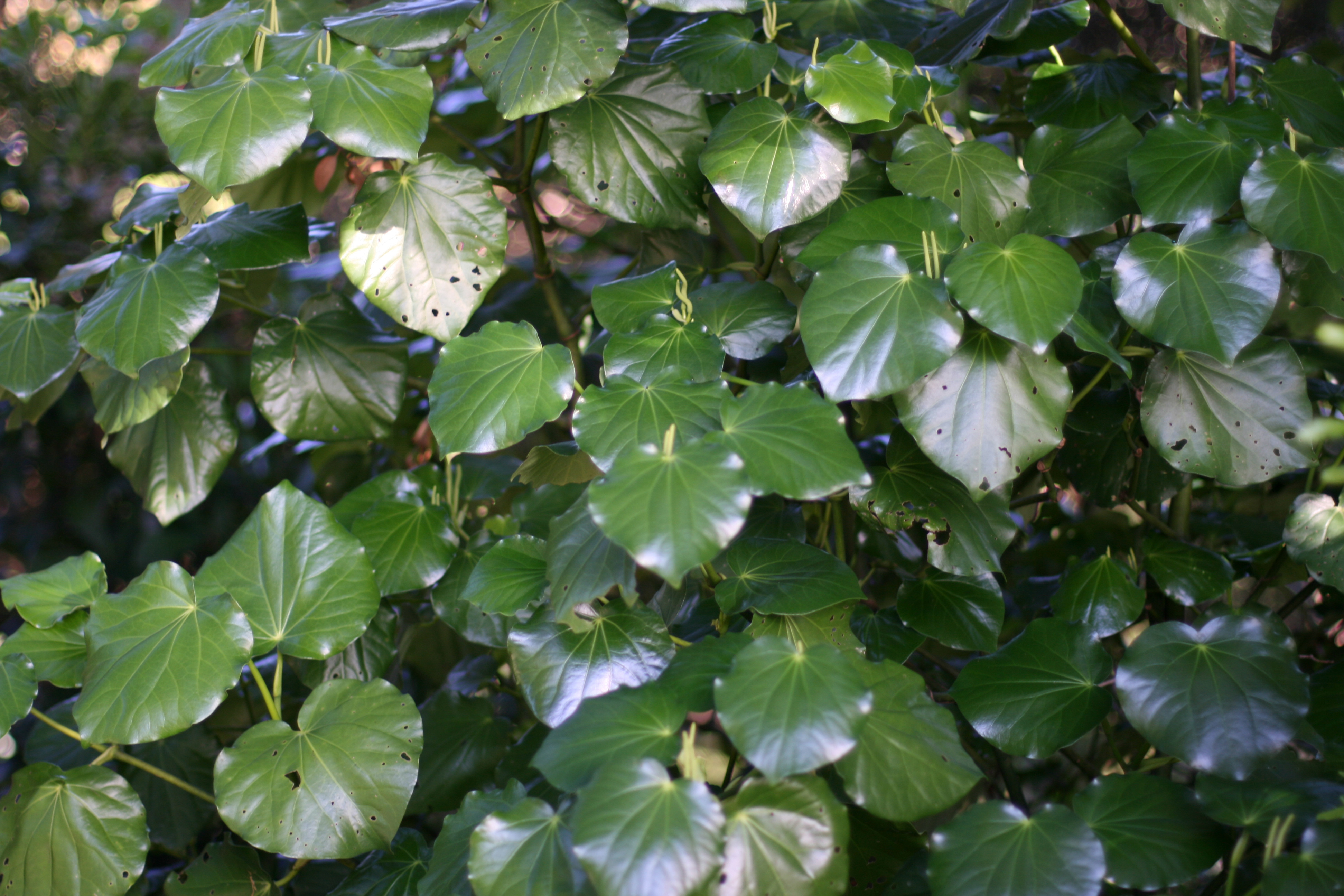
Feuilles de kawakawa, souvent tressée en couronnes pour le cadavre tūpāpaku.

La famille endeuillée whanau pani pleure et se remémore la vie de la personne décédée. Les hommes montrent leur tristesse, se lamentent et réfléchissent.
Après les trois jours de veille, le corps est emmené au cimetière. En sortant du cimetière, les participants se lavent les mains. La maison du défunt est purifiée au cours d'une cérémonie spéciale. Un portrait photographique est montré à ceux qui n'ont pas pu assister au tangi. Enfin, un festin est tenu.
Dans une étude de cas des tangi de trois personnes takatāpui, Linda Waimarie Nikora et Ngahuia Te Awekotuku observent que leurs identités sexuelles et de genre hors-normes se reflètent d'une manière ou d'une autre dans leurs funérailles.

## Représentations dans la culture
La série The Casketeers (en) parle des tangihanga.
Les récits sur Hine-nui-te-pō, la déesse de la nuit et de la mort, incluent des enseignements sur les tangi.
En 2024, Kristyl Neho crée la pièce Tangihanga où elle explore le sens de cette cérémonie à travers 30 rôles, tous joués par elle.

## Relation avec le droit pakeha
Certaines normes tikanga des funérailles tangihanga sont incompatibles avec les lois du droit néo-zélandais, menant à des arrestations et des condamnations pour sa pratique.